# Batrisodes krekeleri
Batrisodes krekeleri är en skalbaggsart som beskrevs av Park 1960. Batrisodes krekeleri ingår i släktet Batrisodes och familjen kortvingar. Inga underarter finns listade i Catalogue of Life.